# Регітенна, Джеянтіяя
Грама Ніладхарі Регітенна, Джеянтіяя (№ 211B) — Грама Ніладхарі підрозділу ОС Центральний Коралай-Патту, округ Баттікалоа, Східна провінція, Шрі-Ланка.

## Демографія
| Населення (2007) | Населення (2007) | Населення (2007) | Населення (2007) | Населення (2007) |
| Населення        | Чоловіки         | Жінки            | Діти             | Дорослі          |
| ---------------- | ---------------- | ---------------- | ---------------- | ---------------- |
| 1797             | 930              | 867              | 811              | 986              |